# NHL (1953/1954)
Sezon NHL 1953-1954 był 37. sezonem ligi NHL. Sześć zespołów rozegrało po 70 meczów w sezonie zasadniczym. Puchar Stanleya zdobyła drużyna Detroit Red Wings.

## Sezon zasadniczy
M = Mecze, W = Wygrane, P = Przegrane, R = Remisy, PKT = Punkty, GZ = Gole Zdobyte, GS = Gole Stracone, KwM = Kary w minutach
| Drużyna             | M  | W  | P  | R  | PKT | GZ  | GS  | KwM  |
| ------------------- | -- | -- | -- | -- | --- | --- | --- | ---- |
| Detroit Red Wings   | 70 | 37 | 19 | 14 | 88  | 191 | 132 | 814  |
| Montreal Canadiens  | 70 | 35 | 24 | 11 | 81  | 195 | 141 | 1064 |
| Toronto Maple Leafs | 70 | 32 | 24 | 14 | 78  | 152 | 131 | 1022 |
| Boston Bruins       | 70 | 32 | 28 | 10 | 74  | 177 | 181 | 685  |
| New York Rangers    | 70 | 29 | 31 | 10 | 68  | 161 | 182 | 717  |
| Chicago Black Hawks | 70 | 12 | 51 | 7  | 31  | 133 | 242 | 797  |

### Najlepsi strzelcy
| Zawodnik         | Drużyna            | Mecze | Bramki | Asysty | Punkty | Kary w minutach |
| ---------------- | ------------------ | ----- | ------ | ------ | ------ | --------------- |
| Gordie Howe      | Detroit Red Wings  | 70    | 33     | 48     | 81     | 109             |
| Maurice Richard  | Montreal Canadiens | 70    | 37     | 30     | 67     | 112             |
| Ted Lindsay      | Detroit Red Wings  | 70    | 26     | 36     | 62     | 110             |
| Bernie Geoffrion | Montreal Canadiens | 54    | 29     | 25     | 54     | 87              |
| Bert Olmstead    | Montreal Canadiens | 70    | 15     | 37     | 52     | 85              |

## Playoffs

### Półfinały
| Detroit Red Wings – Toronto Maple Leafs                     | Detroit Red Wings – Toronto Maple Leafs | Detroit Red Wings – Toronto Maple Leafs | Detroit Red Wings – Toronto Maple Leafs | Detroit Red Wings – Toronto Maple Leafs | Detroit Red Wings – Toronto Maple Leafs | Detroit Red Wings – Toronto Maple Leafs |
| Data                                                        | Wyjazd                                  | Wyjazd                                  | Dom                                     | Dom                                     |                                         |                                         |
| ----------------------------------------------------------- | --------------------------------------- | --------------------------------------- | --------------------------------------- | --------------------------------------- | --------------------------------------- | --------------------------------------- |
| 23 marca                                                    | Toronto                                 | 0                                       | 5                                       | Detroit                                 |                                         |                                         |
| 25 marca                                                    | Toronto                                 | 3                                       | 1                                       | Detroit                                 |                                         |                                         |
| 27 marca                                                    | Detroit                                 | 3                                       | 1                                       | Toronto                                 |                                         |                                         |
| 30 marca                                                    | Detroit                                 | 2                                       | 1                                       | Toronto                                 |                                         |                                         |
| 1 kwietnia                                                  | Toronto                                 | 3                                       | 4                                       | Detroit                                 | Po 2 dogrywkach                         |                                         |
| Detroit wygrało 4:1 i awansowało do finału Pucharu Stanleya |                                         |                                         |                                         |                                         |                                         |                                         |

| Montreal Canadiens – Boston Bruins                         | Montreal Canadiens – Boston Bruins | Montreal Canadiens – Boston Bruins | Montreal Canadiens – Boston Bruins | Montreal Canadiens – Boston Bruins | Montreal Canadiens – Boston Bruins |
| Data                                                       | Wyjazd                             | Wyjazd                             | Dom                                | Dom                                |                                    |
| ---------------------------------------------------------- | ---------------------------------- | ---------------------------------- | ---------------------------------- | ---------------------------------- | ---------------------------------- |
| 23 marca                                                   | Boston                             | 0                                  | 2                                  | Montreal                           |                                    |
| 25 marca                                                   | Boston                             | 1                                  | 8                                  | Montreal                           |                                    |
| 28 marca                                                   | Montreal                           | 4                                  | 3                                  | Boston                             |                                    |
| 30 marca                                                   | Montreal                           | 2                                  | 0                                  | Boston                             |                                    |
| Montreal wygrał 4:0 i awansował do finału Pucharu Stanleya |                                    |                                    |                                    |                                    |                                    |

### Finał Pucharu Stanleya
| Detroit Red Wings – Montreal Canadiens        | Detroit Red Wings – Montreal Canadiens | Detroit Red Wings – Montreal Canadiens | Detroit Red Wings – Montreal Canadiens | Detroit Red Wings – Montreal Canadiens | Detroit Red Wings – Montreal Canadiens | Detroit Red Wings – Montreal Canadiens |
| Data                                          | Wyjazd                                 | Wyjazd                                 | Dom                                    | Dom                                    |                                        |                                        |
| --------------------------------------------- | -------------------------------------- | -------------------------------------- | -------------------------------------- | -------------------------------------- | -------------------------------------- | -------------------------------------- |
| 4 kwietnia                                    | Montreal                               | 1                                      | 3                                      | Detroit                                |                                        |                                        |
| 6 kwietnia                                    | Montreal                               | 3                                      | 1                                      | Detroit                                |                                        |                                        |
| 8 kwietnia                                    | Detroit                                | 5                                      | 2                                      | Montreal                               |                                        |                                        |
| 10 kwietnia                                   | Detroit                                | 2                                      | 0                                      | Montreal                               |                                        |                                        |
| 11 kwietnia                                   | Montreal                               | 1                                      | 0                                      | Detroit                                | Po dogrywce                            |                                        |
| 13 kwietnia                                   | Detroit                                | 1                                      | 4                                      | Montreal                               |                                        |                                        |
| 16 kwietnia                                   | Montreal                               | 1                                      | 2                                      | Detroit                                | po dogrywce                            |                                        |
| Detroit wygrało 4:3 i zdobyło Puchar Stanleya |                                        |                                        |                                        |                                        |                                        |                                        |

## Nagrody
| Prince of Wales Trophy:       | Detroit Red Wings                 |
| Art Ross Memorial Trophy:     | Gordie Howe, Detroit Red Wings    |
| Calder Memorial Trophy:       | Camille Henry, New York Rangers   |
| Hart Memorial Trophy:         | Al Rollins, Chicago Black Hawks   |
| James Norris Memorial Trophy: | Red Kelly, Detroit Red Wings      |
| Lady Byng Memorial Trophy:    | Red Kelly, Detroit Red Wings      |
| Vezina Trophy:                | Harry Lumley, Toronto Maple Leafs |